# Gunvor Engström
Gunvor Margareta Engström, född 29 december 1950 i Betul[källa behövs], Indien, är en svensk ekonom samt tidigare företagsledare och ämbetsman. 
Engström avlade ekonomexamen vid Handelshögskolan i Stockholm 1973 och erhöll titeln civilekonom. 
Efter anställning på Vägverket, Riksantikvarieämbetet och Riksbanken arbetade hon på regeringskansliet (Handels- och Utrikesdepartementen) 1979-1985. 1985-1990 var hon vd för Tjänsteförbundet, den första organisationen för tjänsteproducerande företag. Därefter arbetade hon bland annat på FFNS, Stockholms Konserthus, NewSec samt i egna företag. 1998-2001 var hon departementsråd och chef för Enheten för Näringslivsfrågor på Näringsdepartementet, varifrån hon övergick till Svenskt Näringsliv som ansvarig för entreprenörskaps- och småföretagsfrågor.
2002-2006 var Engström vd för Företagarna. I maj 2007 tillträdde hon som vd för Bank2. Den 29 april 2008 utsågs hon av regeringen till ny landshövding i Blekinge län, en befattning hon tillträdde den 1 september 2008. Den 30 juni 2011 meddelade Engström att hon ämnade lämna uppdraget, vilket hon gjorde den 30 september 2011. Därefter har Engström arbetat som ledamot i olika styrelser samt i eget företag.